# Hipersexualidad
La hipersexualidad es el aumento repentino o la frecuencia extrema en la actividad sexual. Aunque la hipersexualidad puede presentarse debido a algunos problemas médicos, al consumo de algunos medicamentos y el consumo de sustancias adictivas, en la mayoría de los casos la causa es desconocida. Trastornos de la salud tales como el trastorno bipolar pueden dar lugar a la hipersexualidad, y el consumo de alcohol y de algunas sustancias adictivas puede afectar el comportamiento sexual en algunas personas.
Aparece en la Clasificación Internacional de Enfermedades (CIE-10).
El consenso entre quienes consideran la hipersexualidad un trastorno es que el umbral se alcanza cuando el comportamiento causa incomodidad o impide el funcionamiento social.